# دشتویل
دشتویل، روستایی از توابع بخش رحمت‌آباد و بلوکات شهرستان رودبار در استان گیلان ایران است.
روستایی زیبا که در مسیر اصلی راه شهر رستم‌آباد به شهر بره سر قرار دارد.
تاتی زبان مادری مردم روستای دشتویل است.
روستای دشتویل به جهت موقعیت خاص جغرافیایی که در مسیر اصلی دو شهر و ده‌ها روستا واقع شده است از دیرباز کانون توجه منطقه و مرکزی برای تأمین مایحتاج مردم منطقه بوده است.
اکنون نیز روستای دشتویل روزانه پذیرای بسیاری از میهمانان و گردشگرانی می‌باشد که از زیبایی‌های مناطق رحمت آباد، خورگام و عمارلو از جمله کوه درفک، گل سوسن چلچراغ روستای داماش، غار دربند روستای رشی، روستاهای زیبا و ییلاقی سی‌دشت و دره‌دشت و بسیاری از روستاهای زیبای این مناطق دیدن می‌کنند.

## جمعیت
این روستا در دهستان دشتویل قرار دارد و براساس سرشماری مرکز آمار ایران در سال ۱۳۹۰، جمعیت آن ۴۴۵ نفر (۱۱۰خانوار) بوده‌است. دشتویل تا قبل از زلزلهٔ سال ۱۳۶۹ دارای ۳۰ تا ۴۰ خانوار بوده و جمعیتی حدود ۱۵۰ تا ۲۰۰ نفر که متأسفانه در این زلزله دلخراش ۲۷ نفر از اهالی روستا جان خود را ازدست دادند. بعد از زلزله رفته رفته بر جمعیت روستا افزوده شد و دشتویل شکل آبادی بهتری به خود گرفت بیشتر جمعیت روستا را مردم روستاهای همجوار از جمله: راجعون، دَفراز و پُشتِهان تشکیل می‌دهند.